# Jalangi
Jalangi o Kharia és un dels tres grans rius del districte de Nadiya o Nadia o Bengala Occidental, Índia (els altres dos són el Bhagirati i el Matabhanga, tots derivacions del Padma). El conjunt dels tres rius és conegut ocasionalment com els "Rius de Nadiya". El Padma, l'afluent principal del Ganges a la zona, perd al Jalangi just quan entra al districte a 24° 11′ N, 88° 49′ E / 24.183°N,88.817°E. Des d'aquest punt corre de manera tortuosa en direcció nord-oest i forma durant uns 50 km el límit amb el districte de Murshidabad; després gira al sud i arriba a Krishnagar o Krishnanagar, la capital del districte de Nadiya i segueix en direcció est fins a la vila de Nadiya que queda a la seva esquerra, on troba al Bhagirathi amb el que s'uneix formant el riu Hugli. Durant l'època de pluges é navegable per barques grans de més de 4 tones, però a l'època seca no és possible.